# Cacicus flavicrissus
A Cacicus flavicrissus a madarak osztályának verébalakúak (Passeriformes) rendjébe, azon belül a csirögefélék (Icteridae) családjába tartozó faj.

## Rendszerezése
A fajt Philip Lutley Sclater angol ornitológus írta le 1860-ban. Önálló fajjá való áthelyezése vitatott, a szervezetek nagyobb része szerint a sárgafarkú kacika (Cacicus cela) alfaja Cacicus cela flavicrissus néven.

## Előfordulása
Ecuador és Peru területén honos. A természetes élőhelye szubtrópusi és trópusi erdők, szavannák, ültetvények és legelők.

## Megjelenése
Testhossza 22-29 centiméter.

## Életmódja
Ízeltlábúakkal, kisebb gerincesekkel, gyümölcsökkel és nektárral táplálkozik.